# لارس سوليفان
ديلان مايلي (بالإنجليزية: Lars Sullivan)‏ (6 يوليو 1988) هو مصارع أمريكي محترف موقع حاليا مع شركة دبليو دبليو إي تحت اسم لارس سوليفان.

## روابط خارجية
- لارس سوليفان على موقع IMDb (الإنجليزية)
- لارس سوليفان على موقع قاعدة بيانات الفيلم (الإنجليزية)
- لارس سوليفان على موقع دبليو دبليو إي (الإنجليزية)
- لارس سوليفان على موقع WrestlingData.com (الإنجليزية)
- لارس سوليفان على موقع CageMatch worker (الإنجليزية)
- لارس سوليفان على موقع قاعدة بيانات المصارعة على الإنترنت (الإنجليزية)
- لارس سوليفان على موقع عالم المصارعة على الإنترنت (الإنجليزية)
- لارس سوليفان على موقع عالم المصارعة على الإنترنت (الإنجليزية)